# Matriu defectiva
En àlgebra lineal, una matriu defectiva és una matriu quadrada que no té una base completa de vectors propis, i és per això no diagonalizable. En particular, una matriu n × n és defectiva si i només si no té n vectors propis linealment independents. Es crea una base completa augmentant els vectors propis amb vectors propis generalitzats, que són necessaris per solucionar sistemes defectius d'equacions diferencials ordinàries i altres problemes.
Una matriu n × n defectiva sempre té menys que n valors propis diferents, ja que quan els valors propis són diferents tenen vectors propis linealment independents. En particular, una matriu defectiva té un o més valors propis λ amb multiplicitat algebraica m > 1 (és a dir, les arrels del seu polinomi característic són múltiples), però menys d'm vectors propis linealment independents associats a λ. Si la multiplicitat algebraica de λ supera la seva multiplicitat geomètrica (és a dir, el número de vectors propis linealment independents associats a λ), llavors λ és anomenat valor propi defectiu. Tanmateix, cada valor propi amb multiplicitat algebraica m sempre té m vectors propis generalitzats independents.
Una matriu hermítica (o el cas particular en els reals d'una matriu simètrica) o una matriu unitària mai és defectiva. Més generalment, una matriu normal (quin inclou l'hermítica i la unitària com a casos especials) mai és defectiva.

## Matriu de Jordan
Qualsevol matriu de Jordan no trivial de mida 2×2 o més gran (és a dir, no completament diagonal) és defectiva. (Una matriu diagonal és un cas especial de la forma canònica de Jordan i no és defectiva). Per exemple, la matriu de Jordan n × n ,
{\displaystyle J={\begin{bmatrix}\lambda &1&\;&\;\\\;&\lambda &\ddots &\;\\\;&\;&\ddots &1\\\;&\;&\;&\lambda \end{bmatrix}},}
té un valor propi, λ, amb multiplicitat algebraica n, però només un vector propi diferent:
{\displaystyle v={\begin{bmatrix}1\\0\\\vdots \\0\end{bmatrix}}.}
De fet, qualsevol matriu defectiva segueix la forma canònica de Jordan, que és la forma més propera possible a la diagonalització de tal matriu.

## Exemple
Un exemple simple de matriu defectiva és:
{\displaystyle {\begin{bmatrix}3&1\\0&3\end{bmatrix}}}
Quin té el valor propi doble de 3 però només té un vector propi diferent
{\displaystyle {\begin{bmatrix}1\\0\end{bmatrix}}}
(i, per tant, múltiples constants).